# Vrena IF
Vrena IF är en bandyklubb ifrån samhället Vrena som ligger strax väster om Nyköping. Efter att Oxelösunds IK lade ner sin bandyverksamhet flyttade en del spelare över till Vrena. Vrena är nu en av 3 bandyklubbar som finns kvar i hela Södermanland, de övriga är KVBS och Eskilstuna BS. Laget kommer säsongen 2013/2014 att spela i den lokala Division 2-serien "hemma" på Himmelstalund och när vädret tillåter på Strandängen. En av lagets absolut kändaste profiler är Magnus Larsson, som även är en av de som gjort flest säsonger i Vrena laget.